# Lanto Grynnorna
Lanto Grynnorna är skär i Åland (Finland). De ligger i den nordöstra delen av landskapet, 60 km nordost om huvudstaden Mariehamn.
Terrängen runt Lanto Grynnorna är mycket platt. Trakten är glest befolkad. Närmaste större samhälle är Brändö, 16,4 km öster om Lanto Grynnorna. 